# Leniwa niedziela
Leniwa niedziela – audycja radiowa nadawana w Pierwszym Programie Polskiego Radia od 2010.

## Opis
Leniwa Niedziela jest to nadawana w każdą niedzielę, w godzinach od 10:00 do 15:00 (dawniej do 16:00) audycja radiowa, którą prowadzi Maria Szabłowska. W audycji są prowadzone m.in. rozmowy z artystami muzycznymi i kulturalnymi, oraz jest prezentowana muzyka polska i zagraniczna.
Stałe punkty programu to m.in. Bieganie na fali (audycja poświęcona zdrowemu trybowi życia), Bez tajemnic (wywiady dziennikarzy Redakcji Muzycznej Pierwszego Programu Polskiego Radia z artystami muzycznymi, nadawana pięć minut przed Aktualnościami), Tydzień kontra Tydzień (publicystyczne podsumowanie tygodnia), Europejskie południe (comiesięczna publicystyczna audycja Euranet Plus poświęcona sprawom Unii Europejskiej, prowadzona w pierwszą niedzielę miesiąca), W Jezioranach i Piosenki na życzenie (audycja, w której słuchacze radiowej Jedynki mogą zamawiać ulubione piosenki za pomocą telefonu, SMS-ów, e-maila i Facebooka).

## Sygnały muzyczne
Jednym z elementów audycji jest rozpoczynanie każdej godziny programu (po Aktualnościach) tymi samymi utworami muzycznymi.
- Niedziela, 10:10 – Baquet Gregori, Damian Sarguer, Philippe D'Avilla: Les Rois du monde (z musicalu Romeo i Julia).
- Niedziela, 11:10 – Krzysztof Daukszewicz: Leniwa niedziela.